# Regierungsbezirk Dessau
| Basisdaten             | Basisdaten              |
| ---------------------- | ----------------------- |
| Bundesland:            | Sachsen-Anhalt          |
| ehem. Verwaltungssitz: | Dessau                  |
| Fläche:                | 4.280,06 km²            |
| Einwohner:             | 529.571 (30. Juni 2002) |
| Bevölkerungsdichte:    | 124 Einwohner/km²       |
| Homepage:              |                         |
| Karte                  |                         |
|                        |                         |

Der Regierungsbezirk Dessau bestand von 1945 bis 1947, in der Sowjetischen Besatzungszone, und von 1990 bis 2003 als einer von drei Regierungsbezirken Sachsen-Anhalts. Er lag im Osten des Landes. Am 23. Juli 1945 ordnete der Provinzialpräsident an, drei Bezirksverwaltungen einzurichten, eine namens Dessau für den ehemaligen Freistaat Anhalt, eine in Magdeburg für die ehemalige preußische Provinz gleichen Namens und eine in Merseburg für die ehemalige preußische Provinz Halle-Merseburg. Der Landtag Sachsen-Anhalt beschloss am 29. Januar 1947 die Regierungsbezirke aufzulösen, was bis 30. Juni des Jahres dann geschah.
Im Zuge der Wiedererrichtung der Länder in der in Auflösung begriffenen DDR 1990 wurde der Regierungsbezirk Dessau im nördlichen Teil des dabei aufgelösten DDR-Bezirks Halle wieder eingerichtet. Außerdem wurde der Regierungsbezirk Magdeburg wieder und der Regierungsbezirk Halle neu eingerichtet.
Zum 1. Januar 2004 wurde der Regierungsbezirk Dessau wieder aufgelöst. Die Aufgaben des bisherigen Regierungspräsidiums übernahm das für das ganze Bundesland eingerichtete Landesverwaltungsamt mit Sitz in Halle (Saale).

## Verwaltungsgliederung

### 1945–1947
Am 10. Januar 1946 wurden einige Kreise vom Regierungsbezirk Magdeburg in denjenigen Dessaus umgegliedert.
Landkreise:
- Ballenstedt (10. Januar 1946 Exklave Großalsleben an Kreis Oschersleben im Bezirk Magdeburg)
- Bernburg-Land
- Calbe (10. Januar 1946 vom Bezirk Magdeburg)
- Dessau-Köthen
- Quedlinburg-Land (10. Januar 1946 vom Bezirk Magdeburg)
- Zerbst-Land (10. Januar 1946 erweitert um südliches Kreisgebiet Jerichow I vom Bezirk Magdeburg)

Stadtkreise:
- Aschersleben (1901–1950; 10. Januar 1946 vom Bezirk Magdeburg)
- Bernburg (Saale) (1933–1950)
- Dessau (1932–2007)
- Köthen (Anhalt) (1933–1950)
- Quedlinburg (1911–1950; 10. Januar 1946 vom Bezirk Magdeburg)
- Zerbst (1935–1950)

### 1990–1994
Landkreise:
- Bernburg
- Bitterfeld
- Gräfenhainichen
- Jessen
- Köthen
- Roßlau
- Wittenberg
- Zerbst

Kreisfreie Stadt:
- Dessau

### 1994–2003
Landkreise:
1. Anhalt-Zerbst
2. Bernburg
3. Bitterfeld
4. Köthen
5. Wittenberg

Kreisfreie Stadt:
- Dessau

## Bezirkspräsident
- 1945–1947: Heinrich Deist

## Regierungspräsidenten
- 1991–1995: Gert Hoffmann
- 1995–2003: Friedrich Kolbitz
- 2003–2004: Thomas Leimbach (CDU), gleichzeitig RP in Dessau und Magdeburg als Leiter Aufbaustab LVA